# Филип фон Вайнсберг
Филип фон Вайнсберг (на немски: Philipp von Weinsberg; * пр. 1448; † 26 ноември 1506) е господар на Вайнсберг.

## Произход
Той е син на Конрад IX фон Вайнсберг († 1448) и втората му съпруга Анна фон Хенеберг-Шлойзинген († 1455), дъщеря на граф Вилхелм I фон Хенеберг-Шлойзинген († 1426) и принцеса Анна фон Брауншвайг-Гьотинген († 1426). Брат е на фрайхер Филип фон Вайнсберг († сл. 1511). Полубрат е на Елизабет († 1498), омъжена пр. 1422 г. за херцог Ерих V фон Саксония-Лауенбург-Ратцебург († 1435).
Филип фон Вайнсберг умира на 26 ноември 1506 г. и е погребан в манастир Шьонтал.

## Фамилия
Филип фон Вайнсберг се жени на 28 юли 1478 г. за Анна фон Щофелсхайм († 28 декември 1509). Те имат три деца:
- Катарина фон Вайнсберг († 1538), омъжена 1498 г. за граф Еберхард IV фон Епщайн-Кьонигщайн-Диц († 1535), син на граф Филип I фон Епщайн-Кьонигщайн
- Конрад XIV († 1515)
- Енгелхард X († 1517)